# Allen Newell
Allen Newell (19 de març de 1927 – 19 de juliol de 1992) va ser un investigador en informàtica i psicologia cognitiva a la RAND Corporation i a la Universitat Carnegie Mellon, als departaments d'informàtica, empresarials, i psicologia. Va participar en la creació de l'Information Processing Language (1956) i en dos dels primers programes d'intel·ligència artificial, la Logic Theory Machine (1956) i el General Problem Solver (1957) (juntament amb Herbert Simon). Va rebre el Premi Turing de l'ACM conjuntament amb Herbert Simon el 1975 per les seves contribucions bàsiques a la intel·ligència artificial i la psicologia del coneixement humà.

## Educació
Newell es va llicenciar a Stanford el 1949. Va fer estudis de postgraduat en matemàtiques a la Universitat de Princeton entre 1949 i 1950. En conèixer una nova branca coneguda com a teoria de jocs, i amb la seva experiència d'estudi de matemàtiques, es va convèncer que preferiria "una combinació de recerca experimental i teòrica abans que matemàtiques pures" (Simon). Poc després, va marxar de Princeton i va passar a treballar a la RAND Corporation de Santa Monica, en "un grup que estava estudiant problemes logístics de la Força Aèria" (Simon). Al final, va doctorar-se a l'escola d'empresarials de Carnegie Mellon, amb Herbert Simon de director de tesi.
Després, Newell "va interessar-se en el disseny i l'execució d'experiments de laboratori sobre presa de decisions en grups petits" (Simon). No estava prou satisfet, malgrat tot, amb la precisió i la validesa dels resultats que s'obtenien en experiments de laboratori a petita escala. Juntament amb companys seus a RAND, va anar a una estació d'avís immediat de la Força Aèria per estudiar processos organitzatius en tripulacions de vol. El 1952, van obtenir finançament de la Força Aèria per construir un simulador que els permetria d'examinar i analitzar les interaccions a la cabina del pilot relacionades amb la presa de decisions i la manipulació d'informació. A partir d'aquests estudis, Newell es va convèncer que el processament d'informació és l'activitat central de les organitzacions.

## Intel·ligència artificial
El setembre de 1954, Newell es va matricular en un seminari on Oliver Selfridge "descrivia un programa informàtic que aprenia a reconèixer lletres i d'altres patrons" (Simon). Fou llavors que Allen va convèncer-se que es podien crear sistemes que continguessin intel·ligència i tinguessin la capacitat d'adaptar-se. Tenint en compte això, Allen, al cap d'un parell de mesos, va escriure The Chess Machine: An Example of Dealing with a Complex Task by Adaptation, que "esbossava un disseny imaginatiu per un programa d'ordinador que jugués a escacs de forma humanoide" (Simon).
La seva feina va cridar l'atenció de l'economista (i futur premi Nobel) Herbert Simon, i, juntament amb el programador J. C. Shaw, van desenvolupar el primer programa d'intel·ligència artificial real, el Logic Theorist. La feina de Newell en el programa va posar els fonaments de la nova branca. Foren invents seus: el processament de llistes, el paradigma més important que s'ha utilitzat en IA des de llavors; l'aplicació de l'anàlisi mitjans-objectius al raonament general (o "raonament com a cerca"); i l'ús d'heurística per limitar l'espai de cerca.
Van presentar el programa a la conferència de Dartmouth de 1956, una trobada informal d'investigadors que estaven interessats a simular intel·ligència amb màquines. La conferència, que avui en dia es considera "el naixement de la intel·ligència artificial", tingué una influència enorme i els que hi van assistir van convertir-se en els líders de la recerca en IA durant les següents dues dècades, Newell inclòs.

## Feina posterior
Newell i Simon van continuar treballant junts. Van fundar un laboratori d'intel·ligència artificial a Carnegie Mellon i van crear una tirallonga de programes importants i intuïcions teòriques al llarg dels anys 50 i 60. Entre les seves obres destaquen el General Problem Solver, una implementació molt influent de l'anàlisi mitjans-objectius, i la hipòtesi de sistemes de símbols físics, la polèmica afirmació filosòfica que deia que tot el comportament intel·ligent es podia reduir al tipus de manipulació de símbols que demostraven els programes de Newell.
L'obra de Newell va culminar en el desenvolupament d'una arquitectura cognitiva coneguda com a Soar i la seva teoria unificada de la cognició, publicada el 1990, però va continuar treballant-hi fins a la seva mort.